# Moltke
För andra betydelser, se Moltke (olika betydelser).
Moltke är en tysk-dansk adelsätt, ursprungligen från Mecklenburg. Släkten är känd sedan 1200-talet, redan under medeltiden trädde flera medlemmar i dansk tjänst. Från mitten av 1600-talet var de representerade på danska riddarhuset. Adam Gottlob Moltke blev 1750 länsgreve Moltke af Bregentved. En av dennes söner antog 1843 namnet Moltke-Hvitfeldt. En annan gren tillhörde Philip Victor Moltke, far till Helmuth von Moltke d.ä., som gick 1822 i preussisk tjänst. Hans son upphöjdes 1870 till tyskt grevligt stånd.

## Kända medlemmar
- Johan Moltke, inkommen till Sverige med kung Albrekt av Mecklenburg, riksråd 1369-70, stupade vid slaget vid Åsle i Västergötland mot drottning Margareta i februari 1389. Gift med Erik Glysings syster Katarina Glysingsdotter (död 1413).[2]

1. Deras dotter, Margareta Johansdotter Moltke (död 1413 i Uppsala) var gift med Krister Nilsson (Vasa).[2]

- Konrad Moltke, till Westenbrügge, nämnts flera gånger som väpnare, och 1324 som vasall hos furste Henrik II av Mecklenburg, (- efter 1347)

1. Henneke (Johan) Moltke, till Torbernfeld (-före 1399), Tuse härad, nämndes som ägare av olika gårdar, Lykkesholm (1381-1391) i Vindinge härad, Hørby (1390) i Tuse härad, Tåstrup (1395) i Øster Flakkebjerg härad, Skrepperup (1395), Nielstrup (1395) i Sunds härad, Højet (1397) i Lollands Nørre härad, och Svinninge i Hammer härad, död senast 1399, gift med Margrethe Pedersdatter von Everstein (Eberstein), (- före 1399).
2. Evert Moltke (-1381), marsk, riksråd soch mellan 1365 och 1374 kammarmästare, och verkar således ha stått högt hos kung Valdemar Atterdags. I striden om tronen efter Valdemars död stödde han uppenbarligen Margareta I och hennes son Olof mot sina landsmän Mecklenburgarna, och det var förmodligen som belöning för detta att han senast 1376 utsågs till marsk. Han beseglede som sådan kung Olof handfästning. 1364 följde han kung Valdemars besök hos påven Urban V i Avignon. Tillsammans med sin bror Henneke ägde han Torbernfeld. Han blev knuten till Fyn, där han i en kort period ägde Næsbyhoved, som han sålde till kungen 1368. Nämns också 1369 i Helsingborg med sin bror Vicke (Fikke) och deltog sent på året 1375 som riksråd i förhandlingarna i Falsterbo med Lübeck, Rostock, Stralsund och Wismar. Senare förvärvade han huvudgården Tange och fick 1380 Lykkesholm som län. 1376 nämns han som hövitsman på Nyborg slott, 1377 nämns han på Fåborgs slott och kort innan han dog, på Riberhus.
3. Vicke (Fikke) Moltke, sägs ha modigt försvarat Vordingborg slott mot hansestäderna 1361-1362, nämns som gjeldker i Skåne 1364 - därför den kunglig tjänsteman som rapporterade till drotsen om landets finanser -  och nämns juli 1369 som väpnare vid Helsingborg i samband med överföring av Kärnan till hertig Heinrich av Mecklenburg och hansastäderna. I maj 1370 nämns han som riddare i ett brev för 28 danska riksråds och slottshövitsmän om godkännande av avtalet, skriven här till Kyse, Øster Flakkebjerg härad. Var närvarande juli 1377 vid Danehoffet i Nyborg med kung Oluf (han nämns vid flera tillfällen hos kung Oluf), drottning Margareta, alla danska biskoparna, 43 riddare och 88 väpnare i den utarbetade stadgan för att upprätthålla rättsstaten. Samma år nämns han som hövitsmän på borgen Bjørnholm. Mycket senare i sept. 1386 nämnts han som hövitsman på Nyborg slott (död efter 1391). 
  1. Greta Fickesdotter, gift 1403 med Johan Karlsson i Bornö (- före 1432).

- Adam Gottlob Moltke (1709-1792), dansk statsman

1. Joachim Godske Moltke (1746-1818), dansk statsman, son till Adam Gottlob
2. Frederik Moltke (1754-1836), dansk ämbetsman, son till Adam Gottlob
3. Otto Joachim Moltke (1770-1853), dansk politiker, son till Adam Gottlob

- Anton Carl Frederik Moltke (1784-1863), dansk general
- Adam Wilhelm Moltke (1785-1864), dansk statsman
- Ludvig Moltke (1790-1864), dansk länsgreve, jurist, stiftsamtman, hovmarskalk och diplomat (Ehrenreich Christopher Ludvig Moltke)
- Carl Moltke (1798-1866), dansk-holsteinsk statsman
- Helmuth von Moltke den äldre (1800-1891) preussisk generalstabschef under fransk-tyska kriget
- Ludvig Moltke (1805-1872), dansk jurist och översättare (Adam Ludvig Joachim Moltke)
- Kuno von Moltke (1847-1923), tysk militär
- Helmuth von Moltke den yngre (1848-1916), brorson till Moltke d.ä., tysk generalstabschef före och i början av första världskriget
- Friedrich von Moltke (1852-1927), preussisk statsman
- Carl Moltke (1869-1935), dansk utrikesminister
- Harald Moltke (1871-1960), dansk konstnär och polarfarare
- Kai Moltke, dansk författare, journalist och socialistisk politiker
- Helmuth von Moltke (1907-1945), sonsons son till Moltke d.ä., inblandad i 20 juli-attentatet mot Adolf Hitler
- Ludvig Moltke (1805-1872), dansk jurist och översättare (Adam Ludvig Joachim Moltke)
- Ludvig Moltke (1790-1864), dansk länsgreve, jurist, stiftsamtman, hovmarskalk och diplomat (Ehrenreich Christopher Ludvig Moltke)